# Ганджнаме
Ганджнаме (перс. گنجنامه‎) — скальные надписи эпохи Ахеменидов и водопад, расположенные в 5 км к юго-западу от Хамадана, со стороны горы Алванд в Иране. Надпись, выбитая в граните, состоит из двух частей. Левая принадлежит Дарию I (521-485 гг. до н. э.), а правая — его сыну Ксерксу I  (485-465 гг. до н. э.). Обе надписи выполнены на трёх древних языках: древнеперсидском, нововавилонском и новоэламском, все они начинаются с восхвалениями богу (Ахура Мазде) и продолжаются описанием происхождения и деяний Дария и Ксеркса соответственно.  
Со временем местные жители не стали понимать клинопись на этой скале, принимая её за сведения о неком сокрытом сокровище. Таким образом за надписями закрепилось название Ганджнаме, что дословно означает «послание молодым
». Истинный смысл надписей стал понятен лишь в XIX веке, когда их расшифровали европейские учёные.

## Галерея

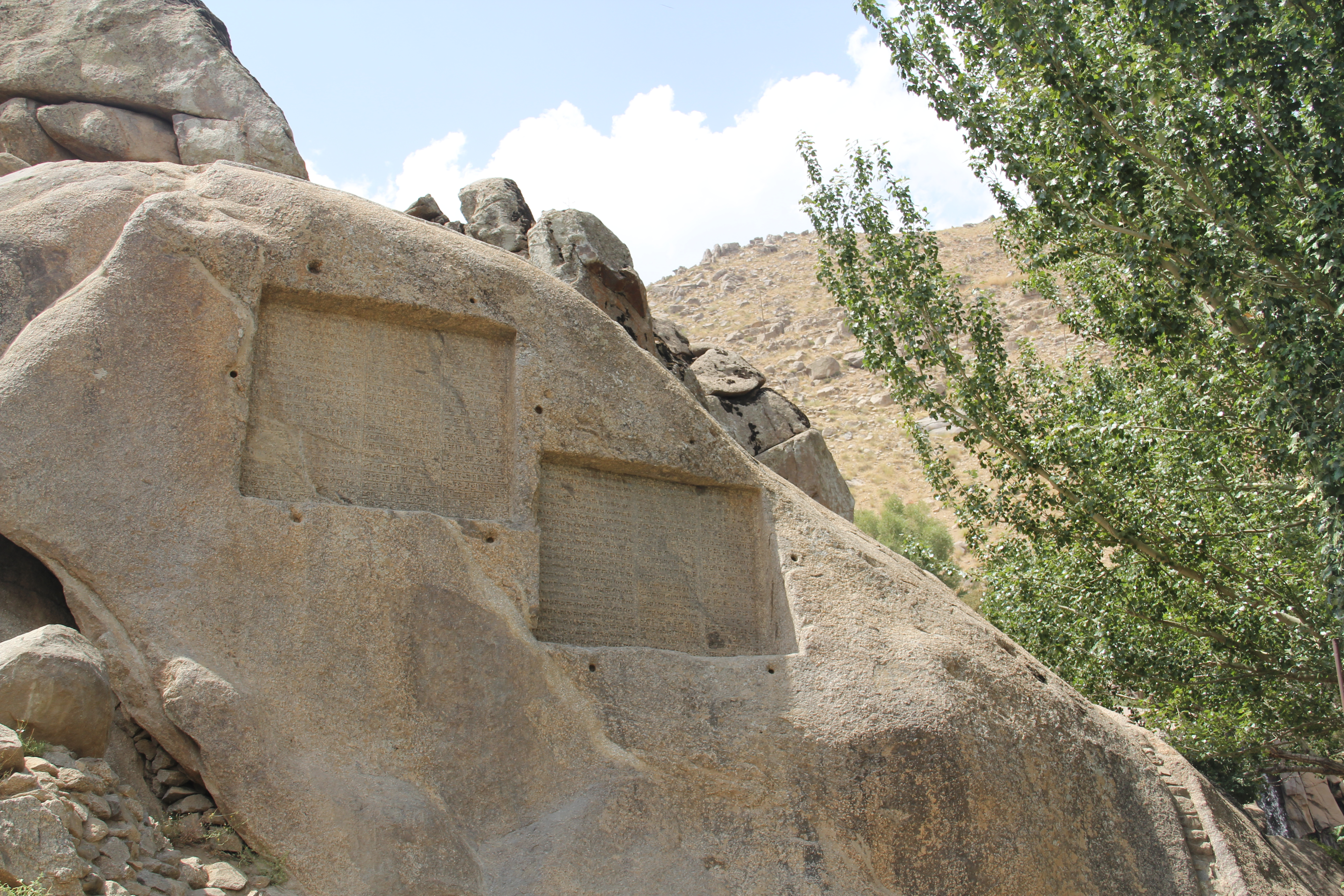
Надписи Ганджнаме в 2011 году.
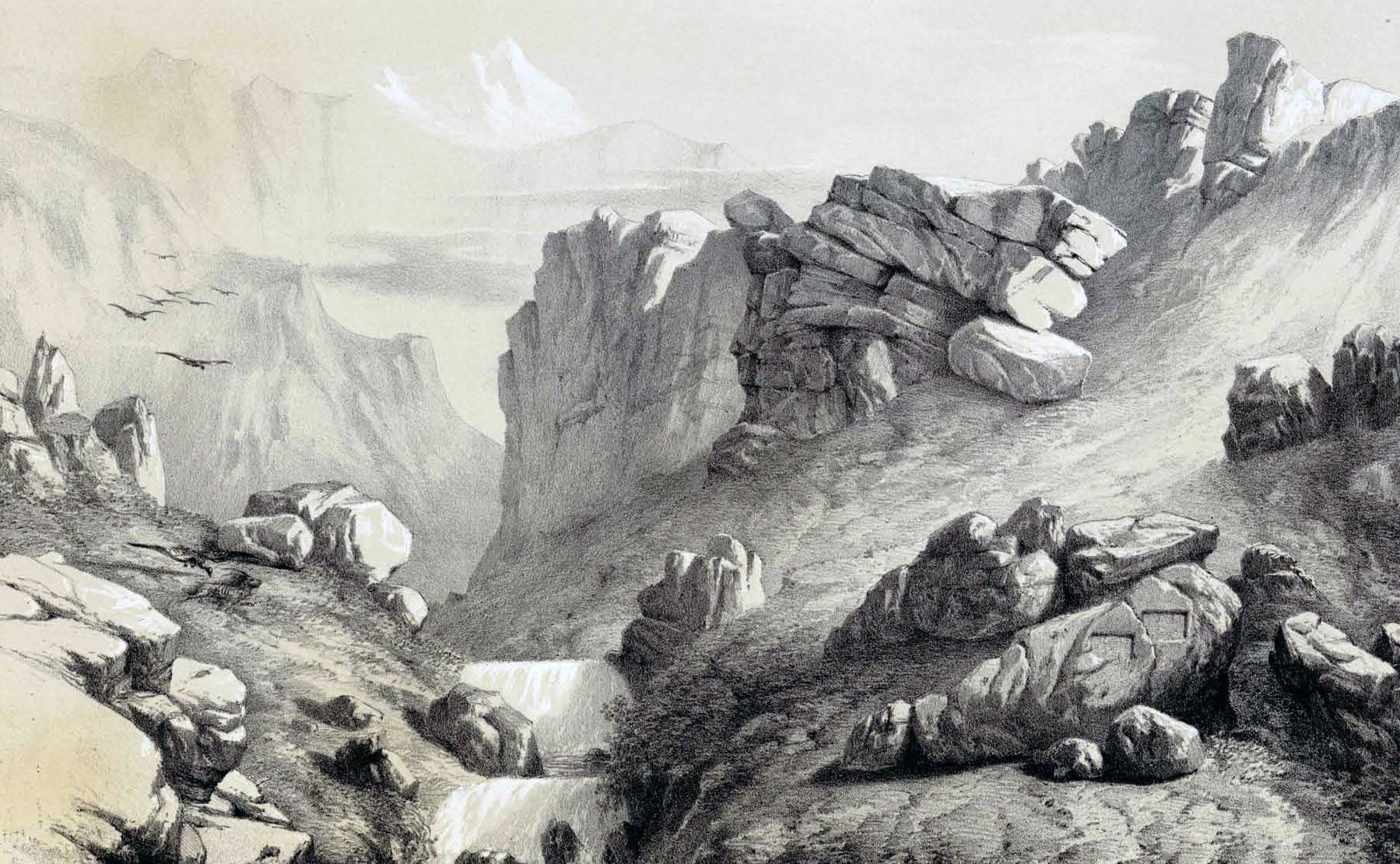
Рисунок Эжена Фландена 1840 года с изображением Ганджнаме.
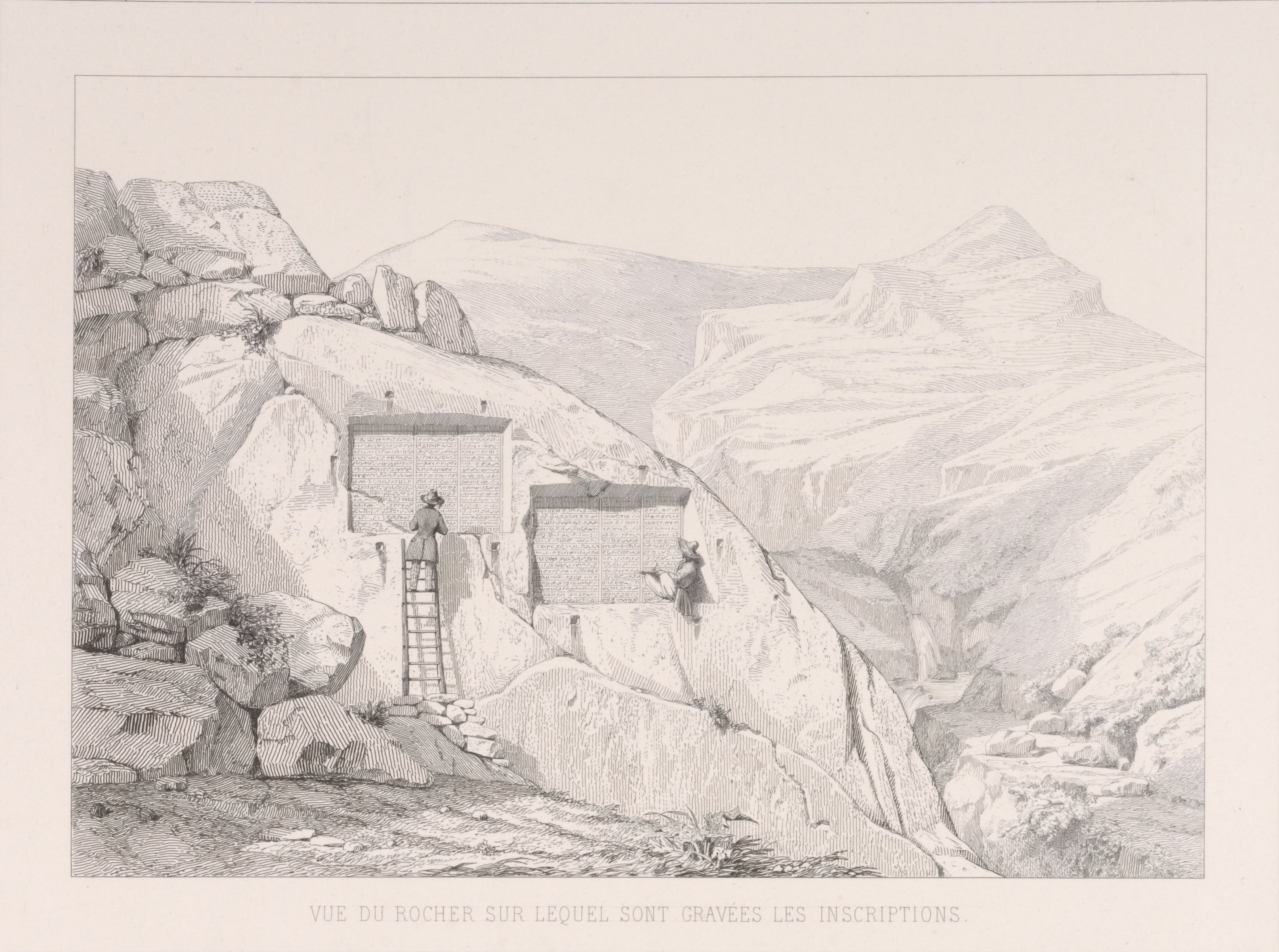
Рисунок Паскаля Коста 1851 года, изображающий Ганджнаме.
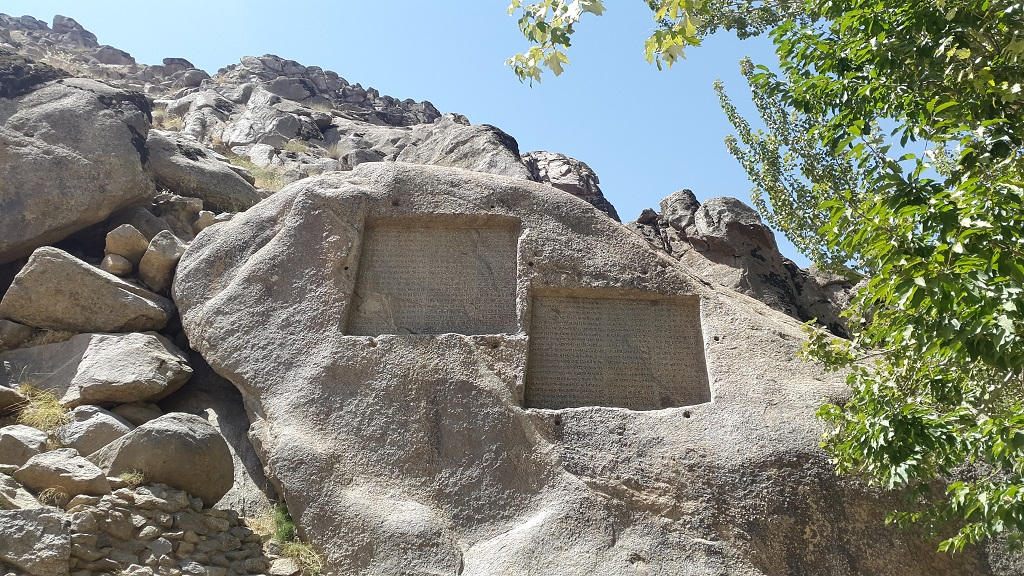
Надписи Ганджнаме в 2018 году.
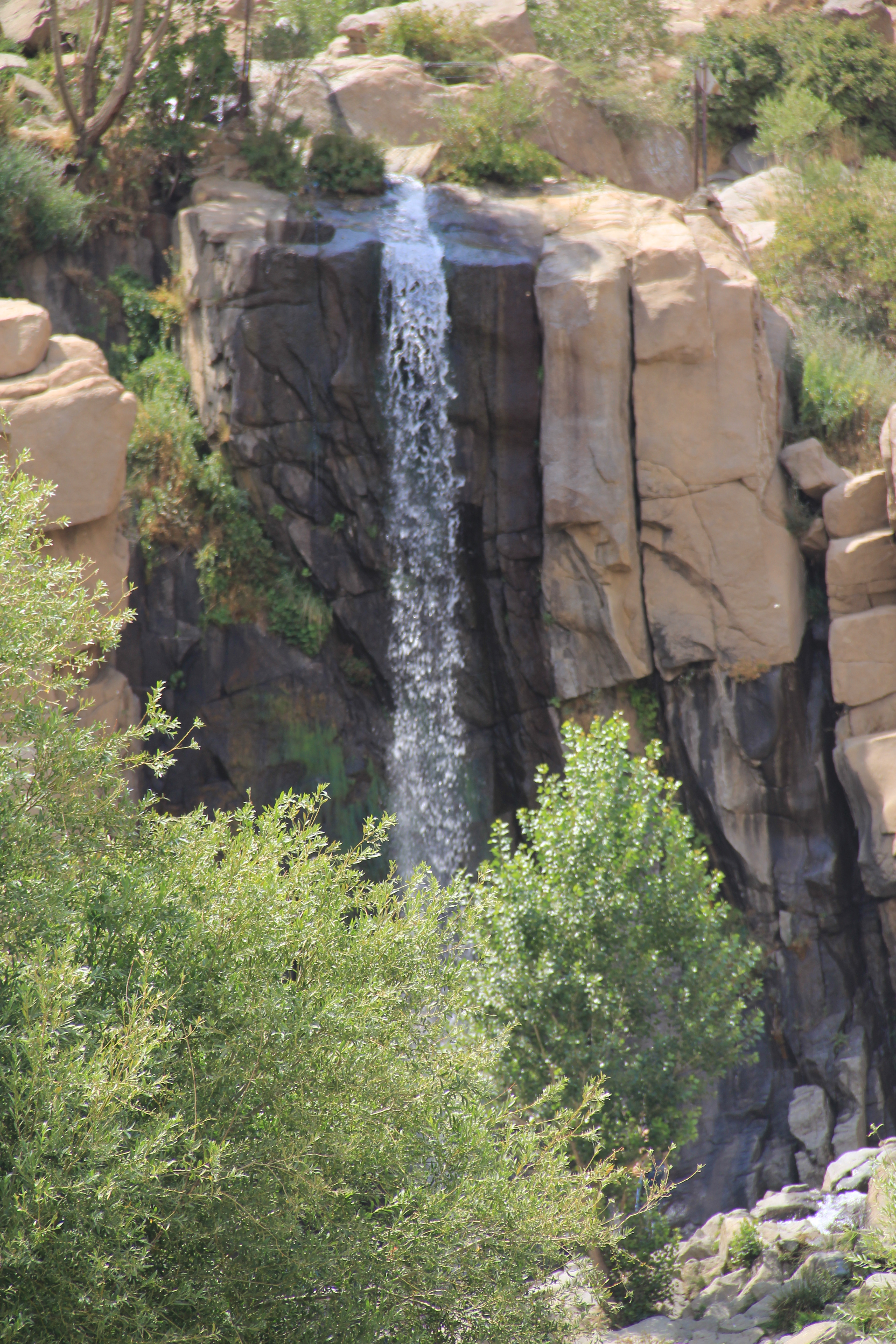
Каскад возле Ганджнаме.